# Маряново (гміна Шидлово)
Маряново (пол. Marianowo) — село в Польщі, у гміні Шидлово Млавського повіту Мазовецького воєводства.
Населення — 217 осіб (2011).
У 1975-1998 роках село належало до Цехановського воєводства.

## Демографія
Демографічна структура станом на 31 березня 2011 року:
|          | Загалом | Допрацездатний вік | Працездатний вік | Постпрацездатний вік |
| -------- | ------- | ------------------ | ---------------- | -------------------- |
| Чоловіки | 106     | 21                 | 75               | 10                   |
| Жінки    | 111     | 33                 | 58               | 20                   |
| Разом    | 217     | 54                 | 133              | 30                   |